# Trofeo Italiano Beach Rugby
Il campionato italiano di beach rugby è la massima competizione nazionale di questo sport. In Italia viene giocata la versione a 12 giocatori, 5 in campo e 7 riserve, con possibilità di cambi illimitati (sempre a gioco fermo) ed espulsioni temporanee di 2'.

## Formato
Il campionato è diviso in più gironi a seconda dei partecipanti e si svolge in varie tappe per tutta la penisola. I migliori piazzati di ogni girone e i vincitori della Coppa Italia si qualificano per i playoff da cui uscirà il campione italiano.

## Storia
Questa variante del rugby approda in Italia agli inizi degli anni '90 e si diffonde spontaneamente in svariate zone del paese.
Visto il successo delle prime competizioni locali, gli organizzatori dei tornei di Trieste Lignano e Genova, in accordo con la FIR promuovo l'iniziativa di adottare un regolamento ufficiale e di un coordinamento nazionale. Il 2 agosto 1997 in occasione di un torneo a Cervia viene sottoscritto il primo regolamento ufficiale e nasce contemporaneamente il coordinamento nazionale che porta al primo campionato italiano nel 1998.
Dal 2001 il coordinamento nazionale si trasforma in Lega Italiana di Beach Rugby (LIBR) che, con l'avallo della FIR, ha lo scopo di organizzare e promuovere la disciplina, ed è anche detentore dei diritti sportivi di partecipazione al campionato italiano.
Nel 2019 il beach rugby entra a far parte dell'attività ufficiale della Federazione Italiana Rugby e viene istituito il Trofeo Italiano Beach Rugby in continuità con l'attività della LIBR.

## Albo d'oro

### Maschile[4]
| Stagione | Sede                     | Campione        | Secondo posto   |
| -------- | ------------------------ | --------------- | --------------- |
| 1998     | Lignano                  | Facoceri Roma   | Padova Beach    |
| 1999     | Cervia                   | Padova Beach    | Gladiatori Roma |
| 2000     | Lignano                  | Gladiatori Roma | Am. Catania     |
| 2001     | Cesenatico               | Gladiatori Roma | Padova Beach    |
| 2002     | Cervia                   | Gladiatori Roma | Maccarese       |
| 2003     | Lignano                  | Maccarese       | Padova Beach    |
| 2004     | Alba Adriatica           | Maccarese       | Padova Beach    |
| 2005     | Alba Adriatica           | Maccarese       | Padova Beach    |
| 2006     | Alba Adriatica           | Maccarese       | Strani Tipi     |
| 2007     | Lido di Fermo            | Maccarese       | I Pessimi       |
| 2008     | San Benedetto del Tronto | Strani Tipi     | Sabbie Mobili   |
| 2009     | San Benedetto del Tronto | I Pessimi       | Padova Beach    |
| 2010     | Grado                    | I Pessimi       | Stone Chapels   |
| 2011     | Alba Adriatica           | I Pessimi       | Padova Beach    |
| 2012     | Alba Adriatica           | I Pessimi       | Sabbie Mobili   |
| 2013     | Alba Adriatica           | I Pessimi       | Crazy Crabs     |
| 2014     | Alba Adriatica           | I Pessimi       | Crazy Crabs     |
| 2015     | Viareggio                | Padova Beach    | Crazy Crabs     |
| 2016     | Terracina                | Padova Beach    | Crazy Crabs     |
| 2017     | Terracina                | Crazy Crabs     | Belli Dentro    |
| 2018     | Alba Adriatica           | Crazy Crabs     | Belli Dentro    |
| 2019     | Alba Adriatica           | Belli Dentro    | Crazy Crabs     |
| 2022     | Terracina                | Crazy Crabs     | The Rockets     |
| 2023     | Torre San Giovanni       | Crazy Crabs     | The Rockets     |
| 2024     | Paestum                  | Crazy Crabs     | Sabbie Mobili   |
| 2025     | Senigallia               | The Rockets     | Padova Beach    |

### Femminile[4]
| Stagione | Sede                     | Campione      | Secondo posto       |
| -------- | ------------------------ | ------------- | ------------------- |
| 1999     | Cervia                   | Cagliari      | Padova              |
| 2002     | Cervia                   | Rubano        | Cagliari            |
| 2003     | Lignano                  | Rubano        | Cagliari            |
| 2007     | Lido di Fermo            | Sabbie Mobili | Riviera             |
| 2008     | San Benedetto del Tronto | Red Panthers  | Riviera             |
| 2009     | San Benedetto del Tronto | Le Nutrie     | Livello Medio Basso |
| 2010     | Grado                    | Le Nutrie     | Sabbie Mobili       |
| 2011     | Alba Adriatica           | Sabbie Mobili | Le Nutrie           |
| 2012     | Alba Adriatica           | Sabbie Mobili | Le Nutrie           |
| 2013     | Alba Adriatica           | Le Nutrie     | Sabbie Mobili       |
| 2014     | Alba Adriatica           | Sabbie Mobili | Le Nutrie           |
| 2015     | Viareggio                | Sabbie Mobili | Le Nutrie           |
| 2016     | Terracina                | Sabbie Mobili | Sabbiette           |
| 2017     | Terracina                | Sabbie Mobili | Spavalde            |
| 2018     | Alba Adriatica           | Sabbie Mobili | Le Nutrie           |
| 2019     | Alba Adriatica           | Sabbie Mobili | Spavalde            |
| 2022     | Terracina                | Sabbie Mobili | Spavalde            |
| 2023     | Torre San Giovanni       | Spavalde      | Sabbie Mobili       |
| 2024     | Paestum                  | Sabbie Mobili | Spavalde            |
| 2025     | Senigallia               | Sabbie Mobili | Spavalde            |

## Statistiche

### Edizioni vinte e secondi posti per squadra

#### Maschile[4]
| Squadra         | Vittorie | Secondi posti | Anni vittorie                      | Anni secondi posti                             |
| --------------- | -------- | ------------- | ---------------------------------- | ---------------------------------------------- |
| I Pessimi       | 6        | 1             | 2009, 2010, 2011, 2012, 2013, 2014 | 2007                                           |
| Crazy Crabs     | 5        | 5             | 2017, 2018, 2022, 2023, 2024       | 2013, 2014, 2015, 2016, 2019                   |
| Maccarese       | 5        | 1             | 2003, 2004, 2005, 2006, 2007       | 2002                                           |
| Padova Beach    | 3        | 7             | 1999, 2015, 2016                   | 1998, 2001, 2003, 2004, 2005, 2009, 2011, 2025 |
| Gladiatori Roma | 3        | 1             | 2000, 2001, 2002                   | 1999                                           |
| Belli Dentro    | 1        | 2             | 2019                               | 2017, 2018                                     |
| The Rockets     | 1        | 2             | 2025                               | 2022, 2023                                     |
| Strani Tipi     | 1        | 1             | 2008                               | 2006                                           |
| Facoceri Roma   | 1        | 0             | 1998                               | -                                              |
| Sabbie Mobili   | 0        | 3             | -                                  | 2008, 2012, 2024                               |
| Stone Chapel    | 0        | 1             | -                                  | 2010                                           |
| Am. Catania     | 0        | 1             | -                                  | 2000                                           |

#### Femminile[4]
| Squadra             | Vittorie | Secondi posti | Anni vittorie                                                          | Anni secondi posti                 |
| ------------------- | -------- | ------------- | ---------------------------------------------------------------------- | ---------------------------------- |
| Sabbie Mobili       | 12       | 3             | 2007, 2011, 2012, 2014, 2015, 2016, 2017, 2018, 2019, 2022, 2024, 2025 | 2010, 2013, 2023                   |
| Le Nutrie           | 3        | 5             | 2009, 2010, 2013                                                       | 2011, 2012, 2014, 2015, 2018, 2025 |
| Rubano              | 2        | 0             | 2002, 2003                                                             | -                                  |
| Spavalde            | 1        | 4             | 2023                                                                   | 2017, 2019, 2022, 2024             |
| Cagliari            | 1        | 2             | 1999                                                                   | 2002, 2003                         |
| Red Panthers        | 1        | 0             | 2008                                                                   | -                                  |
| Riviera             | 0        | 2             | -                                                                      | 2007, 2008                         |
| Sabbiette           | 0        | 1             | -                                                                      | 2016                               |
| Livello Medio Basso | 0        | 1             | -                                                                      | 2009                               |
| Padova              | 0        | 1             | -                                                                      | 1999                               |